# Dmitró Chihrinski
Dmitró Anatóliyovich Chihrinski (en ucraniano: Дмитро Анатолійович Чигринський; Iziaslav, 7 de noviembre de 1986), a menudo conocido por la transliteración de su nombre al inglés Dmytro Chygrynskyi, es un exfutbolista ucraniano que jugaba en la posición de defensa. Su último club fue el F. K. Shakhtar Donetsk de la Liga Premier de Ucrania.

## Carrera futbolística

### Inicios
Chygrynskiy nació en Iziaslav, óblast de Jmelnitski, Ucrania; cuando por entonces aún era parte de la Unión Soviética. 
Hasta 1999 jugó en el FK Karpaty Lviv juvenil para luego fichar por el Shajtar Donetsk a la edad de 13 años, completando su desarrollo en la academia del Shajtar, en Donetsk, a donde tuvo que mudarse.

### FK Shajtar Donetsk

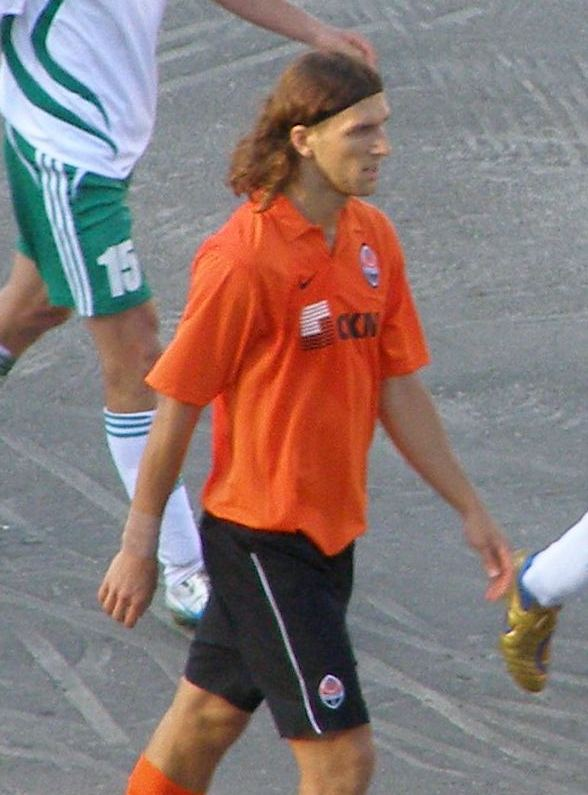
Chigrinski durante su etapa en el FK Shajtar Donetsk.

Chygrynskiy jugó su primer partido en la Liga Premier de Ucrania en 2004, a la edad de 17 años. En 2005 fue cedido al club ucraniano PFK Metalurg Zaporizhia, donde continuó su progresión. Después de una exitosa temporada en Zaporizhia, fue traído de vuelta a Donetsk, ya para jugar en el primer equipo.
Tuvo su primera experiencia en competiciones europeas cuando entró como recambio en un partido contra el F. C. Barcelona de la Liga de Campeones 2004-05. Consolidó su puesto en el equipo titular durante la temporada 2006-07, en la que incluso, a la edad de 20 años, capitaneó al Shajtar en la final de la Copa de Ucrania contra el FC Dinamo de Kiev debido a la ausencia del primer capitán Francelino Matuzalém.
Durante la temporada 2007-08 fue elegido vicecapitán del equipo y fue nombrado "hombre del partido" en la victoria por 2 a 0 sobre el Dinamo de Kiev en la final de la Copa de Ucrania. También en la misma temporada ganó la Liga Premier de Ucrania con el conjunto de "los Mineros". En la siguiente campaña, el Shajtar ganó la Copa de la UEFA, venciendo en la final al Werder Bremen alemán por 2 goles a 1 en el Estadio Olímpico Atatürk de Estambul.
El 27 de agosto de 2009 el propio jugador confirmó su fichaje por el F. C. Barcelona de la Primera División de España, por 25 millones de euros, aunque jugaría la final de la Supercopa de la UEFA entre los dos equipos con el Shajtar.

### Regreso al F. K. Shajtar Donetsk
El 6 de julio de 2010, el presidente del F. C. Barcelona, Sandro Rosell anunció que habían llegado a un acuerdo con el Shajtar Donetsk para que Chigrinski volviera a vestir la camiseta del equipo ucraniano por un montante de 15 millones de euros. Su vuelta al club de sus orígenes fue más debida a motivos económicos que no a una decisión técnica ya que Pep Guardiola, que fue el gran valedor de su fichaje, contaba con él para la temporada 2010-11. Reconoció que cometió muchos errores que le impidieron adaptarse al juego del Barça.

### Grecia
Tras un año jugando en el Dnipró, fichó por el AEK de Atenas en verano de 2016. Estuvo cinco años en Atenas y, tras un periodo de prueba, en septiembre de 2021 recaló en el Ionikos de Nicea.

### Tercera etapa en Donetsk
El 4 de agosto de 2023 se hizo oficial su vuelta al F. K. Shakhtar Donetsk después de firmar un contrato hasta el 30 de junio de 2024.

## Selección nacional de Fútbol
Después de la temporada 2005-06, fue llamado a la Copa Mundial de Fútbol de 2006 por el entrenador Oleh Blojín, a raíz de la lesión de Serhiy Fedorov. Poco antes de la cita mundialista, fue miembro de la selección de Ucrania sub-21, que terminó como finalista en el campeonato europeo de la categoría de 2006. Durante el mismo, sufrió una lesión que le obligó a estar un tiempo fuera de los terrenos de juego.
Tras la recuperación de su lesión formó parte del equipo de fútbol ucraniano para las rondas clasificatorias para la Eurocopa 2008.

### Participaciones en Copas del Mundo
| Mundial                        | Sede     | Resultado        |
| ------------------------------ | -------- | ---------------- |
| Copa Mundial de Fútbol de 2006 | Alemania | Cuartos de final |

## Clubes de fútbol
| Club                         | País    | Año       |
| ---------------------------- | ------- | --------- |
| F. K. Shakhtar Donetsk       | Ucrania | 2004-2005 |
| P. F. K. Metalurg Zaporizhia | Ucrania | 2005-2006 |
| F. K. Shakhtar Donetsk       | Ucrania | 2006-2009 |
| F. C. Barcelona              | España  | 2009-2010 |
| F. K. Shakhtar Donetsk       | Ucrania | 2010-2015 |
| F. C. Dnipro Dnipropetrovsk  | Ucrania | 2015-2016 |
| AEK Atenas F. C.             | Grecia  | 2016-2021 |
| Ionikos de Nicea             | Grecia  | 2021-2023 |
| F. K. Shakhtar Donetsk       | Ucrania | 2023-     |

## Palmarés Futbolístico

### Títulos nacionales
| Título                     | Club                   | País    | Año  |
| -------------------------- | ---------------------- | ------- | ---- |
| Copa de Ucrania            | F. K. Shakhtar Donetsk | Ucrania | 2004 |
| Liga Premier de Ucrania    | F. K. Shakhtar Donetsk | Ucrania | 2006 |
| Copa de Ucrania            | F. K. Shakhtar Donetsk | Ucrania | 2008 |
| Liga Premier de Ucrania    | F. K. Shakhtar Donetsk | Ucrania | 2008 |
| Supercopa de Ucrania       | F. K. Shakhtar Donetsk | Ucrania | 2008 |
| Liga Premier de Ucrania    | F. K. Shakhtar Donetsk | Ucrania | 2010 |
| Primera División de España | F. C. Barcelona        | España  | 2010 |
| Liga Premier de Ucrania    | F. K. Shakhtar Donetsk | Ucrania | 2011 |
| Copa de Ucrania            | F. K. Shakhtar Donetsk | Ucrania | 2012 |
| Liga Premier de Ucrania    | F. K. Shakhtar Donetsk | Ucrania | 2012 |
| Copa de Ucrania            | F. K. Shakhtar Donetsk | Ucrania | 2013 |
| Liga Premier de Ucrania    | F. K. Shakhtar Donetsk | Ucrania | 2013 |
| Supercopa de Ucrania       | F. K. Shakhtar Donetsk | Ucrania | 2013 |
| Liga Premier de Ucrania    | F. K. Shakhtar Donetsk | Ucrania | 2014 |
| Superliga de Grecia        | AEK Atenas F. C.       | Grecia  | 2018 |
| Liga Premier de Ucrania    | F. K. Shakhtar Donetsk | Ucrania | 2024 |
| Copa de Ucrania            | F. K. Shakhtar Donetsk | Ucrania | 2024 |

### Títulos internacionales
| Título                 | Club                   | Sede                   | Año  |
| ---------------------- | ---------------------- | ---------------------- | ---- |
| Copa de la UEFA        | F. K. Shakhtar Donetsk | Estambul               | 2009 |
| Copa Mundial de Clubes | F. C. Barcelona        | Emiratos Árabes Unidos | 2009 |